# Minimumareaal
Het minimumareaal is de minimale ruimte die een vegetatietype nodig heeft een om zich goed te kunnen ontwikkelen. Het is ook de minimale oppervlakte van een proefvlak in een vegetatie moet hebben om een representatief beeld te geven van de vegetatie.
Om vegetatie te kunnen analyseren moeten er vegetatieopnamen worden gemaakt. In Nederland en Vlaanderen wordt veelal de Braun-Blanquet-methode gevolgd, of een afgeleide daarvan. Het proefvlak moet een bepaalde minimale afmeting hebben, die weer afhankelijk is van de homogeniteit. Bij onderzoek van de vegetatie moet rekening gehouden worden met de horizontale vegetatiestructuur. Het minimumareaal is afhankelijk van de soortenrijkdom, de grootte van de planten en de mate van dispersie (klontering).
In de onderstaande lijst vindt men de minimumarealen die doorgaans worden gebruikt voor vegetatieopnamen.
- graslanden: 2 × 2 m²
- ruigten: 3 × 3 m²
- (dwerg)struwelen: 5 × 5 m²
- bossen: 10 × 10 m²